# Houmont
Houmont is een dorp in de Belgische provincie Luxemburg. Het ligt in Tillet, een deelgemeente van Sainte-Ode. Houmont ligt meer dan vier kilometer ten zuidoosten van het dorpscentrum van Tillet. In het landelijk gebied rond Houmont liggen de gehuchten en dorpen Pinsamont en Rechrival, beide ook in Tillet, en Lavaselle in Sibret.

## Geschiedenis
Op het eind van het ancien régime werd Houmont een kleine gemeente, maar deze werd in 1823, net als Rechrival, alweer opgeheven en bij Tillet gevoegd. In 1977 werd Tillet met daarin Houmont een deelgemeente van Sainte-Ode.

## Bezienswaardigheden
- de Eglise Saint-Lambert

Deelgemeenten: Amberloup · Lavacherie · Tillet

Overige dorpen en gehuchte: Acul · Aviscourt · Beauplateau · Chisogne · Fosset · Gérimont · Herbaimont · Houmont · Hubermont · Laval · Le Jardin · Magerotte · Magery · Ménil · Pinsamont · Rechrival · Renuamont · Sprimont · Tonny

Belgische gemeenten · Arrondissement Bastenaken · Luxemburg · Wallonië